# Live at Budokan (Toto)
Live at Budokan, più noto come Runaway, del 1982, è album dal vivo non ufficiale dei Toto, tuttavia da questo concerto fu tratto un DVD.
Il concerto si tenne il 18 maggio 1982, a Budokan, vicino a Tokyo. Le canzoni eseguite dalla band fanno parte dei primi quattro album, ovvero Toto, Hydra, Turn Back, e Toto IV, Il live fa parte del tour per promuovere l'album Toto IV. Tra i brani ci sono alcuni classici della band, più due brani strumentali (un solo di Steve Lukather, e un solo tra tastiera e piano di Steve Porcaro e David Paich dopo Africa), nel DVD tratto dal concerto ci sono però solo dodici brani quali Girl Goodbye, Child's Anthem, I'll Supply The Love, A Million Miles Away, Georgy Porgy, Good For You, Africa, Goodbye Elenore, Rosanna, English Eyes, Afraid Of Love e Lovers In The Night. Il brano Runaway è forse uno dei più rari della band, il gruppo suonò questo brano dal vivo dall'Hydra World Tour fino all'Isolation World Tour, non è mai stato incluso in nessun album, tuttavia proprio per la sua rarità dà il nome alla versione bootleg audio del concerto.

## Tracce

### CD 1
1. Girl Goodbye (da Toto) - 6:48
2. Child's Anthem (da Toto) - 2:46
3. I'll Supply the Love (da Toto) - 4:37
4. Live for Today (da Turn Back) - 4:21
5. A Million Miles Away (da Turn Back) - 4:45
6. Georgy Porgy (da Toto) - 6:20
7. Good for You (da Toto IV) - 4:09
8. Africa (da Toto IV) - 6:00
9. David Paich & Steve Porcaro solo - 9:52
10. Hydra (da Hydra) - 6:57
11. 99 (da Hydra) - 4:37

### CD 2
1. Goodbye Elenore (da Turn Back) - 5:37
2. Steve Lukather solo - 8:03
3. Gift with a Golden Gun (da Turn Back) - 4:58
4. Make Believe (da Toto IV) - 4:46
5. Rosanna (da Toto IV) - 7:57
6. English Eyes (da Turn Back) - 7:47
7. Afraid of Love (da Toto IV) - 4:23
8. Lovers in the Night (da Toto IV) - 5:24
9. Hold the Line (da Toto) - 4:37
10. Band Introduction - 2:56
11. Runaway (inedito) - 4:32

## Formazione
- Bobby Kimball - voce e tastiera
- Steve Lukather - chitarra elettrica e voce
- David Paich - tastiera e voce
- Steve Porcaro - tastiera
- James Newton Howard - tastiera
- Jon Smith - sassofono e voce
- Mike Porcaro - basso elettrico e voce
- Jeff Porcaro - percussioni